# Aulacomnium palustre
Espèce
Aulacomnium palustre est une espèce de mousse de la famille des Aulacomniaceae.

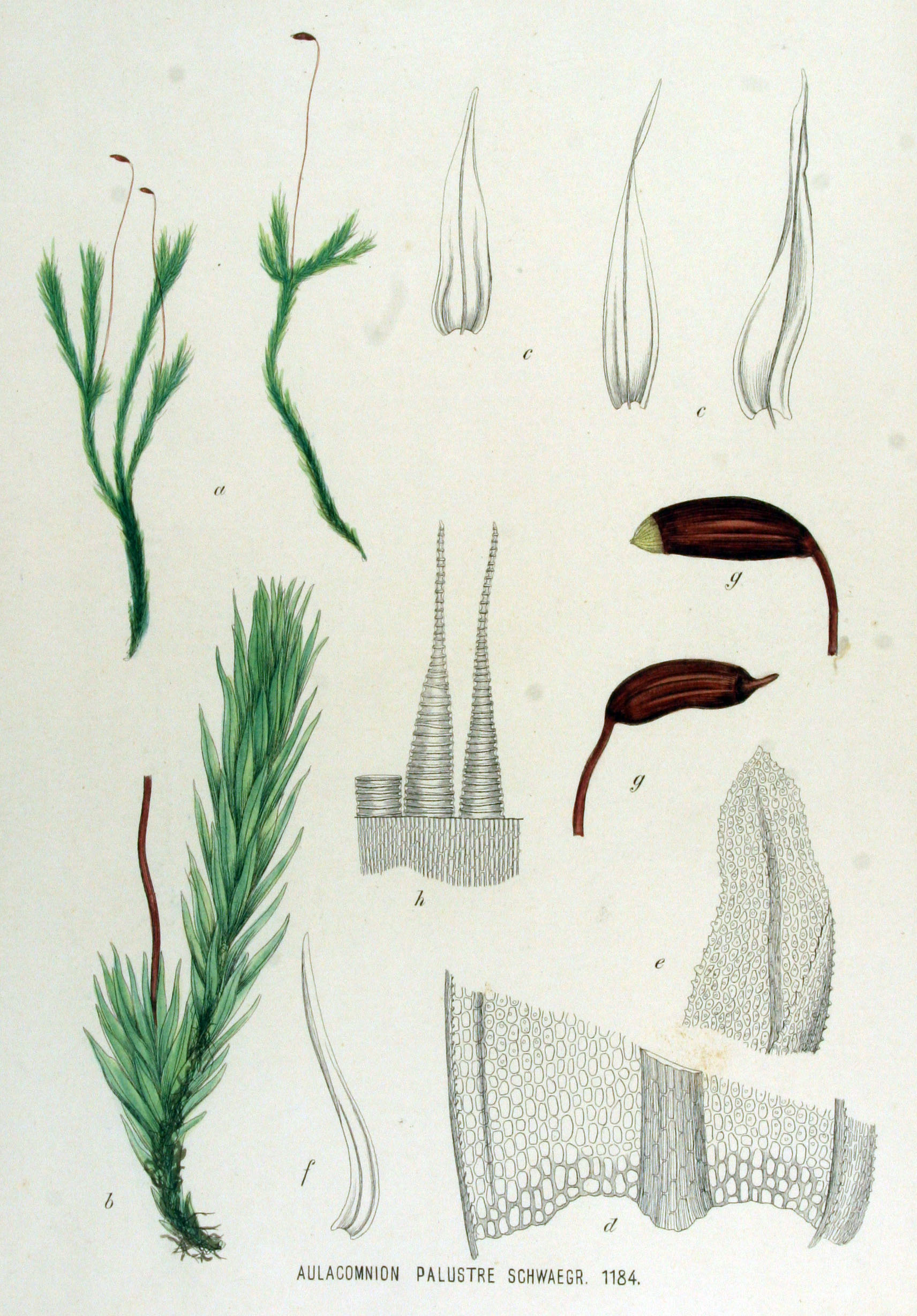